# Нєжинський Віталій Володимирович
Віталій Володимирович Нєжинський — український військовослужбовець, молодший сержант 3 ОШБр, кавалер ордену За мужність ІІІ ступеня .

## Життєпис
Народився 18 жовтня 1996 у родині військовослужбовця-прикордонника. Свої шкільні роки провів у АР Крим. Ультрас сімферопольської Таврії. З благословення владики кримського Климента, був іподияконом церкви Воздвиження чесного Хреста Господнього у м. Євпаторія. У 2012 році вступив до медичного коледжу у Сімферополі. Брав безпосередню участь у подіях під час Революції Гідності, через що був змушений покинути Крим і завершувати навчання у Комунальному закладі Львівської обласної ради «Бориславський фаховий медичний коледж». Був членом Добровольчого Українського Корпусу «Правий сектор», виконував бойові завдання у зоні проведення АТО. 
У мирний час мав професію фельдшер швидкої допомоги, мешкав в селі Черниця. 
Перед повномасштабним вторгненням РФ жив та працював у Польщі. Із початком повномасштабного вторгнення РФ повернувся з-за кордону та долучився до війська. Служив у складі 3-ї окремої штурмової бригади ЗСУ на посаді молодшого сержанта 1-ї роти, взводу вогневої підтримки, 1-го штурмового батальйону. 
Брав участь у битвах за Київ, виконував завдання на південному та східному напрямках. За особистий героїзм був нагороджений численними відзнаками, зокрема, почесними нагрудними знаками Головнокомандувача ЗСУ «Сталевий хрест» та «Золотий хрест».

## Загибель
Отримав важке поранення поблизу села Богданівка. Переніс декілька операцій, але врятувати життя не вдалося. Залишилися батьки, сестра та наречена. Похорон відбувся 7 березня у Львові на Марсовому Полі 